# Martin Parry
Martin Lewis Parry ist ein britischer Klimatologe.
Er arbeitet seit 1996 als Direktor des Jackson Environment Institute an der University of East Anglia in Norwich, zudem ist er als Professor im Bereich „Environmental Science“ tätig. Er ist weiterhin Mitglied im wissenschaftlichen Beirat der United Nations Environment Programme. Parry wurde in den Weltklimarat IPCC berufen und war im Jahr 2007 als Co-Chair der Arbeitsgruppe II „Impacts, Adaptation and Vulnerability“ in verantwortlicher Position an der Erstellung des Vierten Sachstandsberichts beteiligt.
Für seine Forschungserfolge erhielt Parry 1993 den „Norbert Gerbier-Mumm International Award“ der World Meteorological Organization und wurde 1998 als Officer in den Order of the British Empire aufgenommen.